# Aprostocetus eriophyes
Aprostocetus eriophyes is een vliesvleugelig insect uit de familie Eulophidae. De wetenschappelijke naam is voor het eerst geldig gepubliceerd in 1909 door Taylor.